# Sarah Tahra Ellis
Pour les articles homonymes, voir Ellis.
Sarah Tahra Ellis, née le 21 décembre 2003, est une escrimeuse marocaine.

## Biographie

### Études
Sarah Tahra Ellis est diplômée de la Midwood High School à Brooklyn en 2021 et étudie ensuite l'informatique à l'université de Long Island.

### Carrière sportive
Sarah Tahra Ellis débute en escrime dès l'âge de huit ans. Elle pratique également l'athlétisme, remportant deux titres de championne de cross-country AAU et trois titres de championne de marche athlétique USATF.
Elle remporte la médaille d'argent en épée par équipe aux Championnats d'Afrique d'escrime 2023 au Caire.